# Mucronea
Mucronea, biljni rod iz porodice dvornikovki iz Sjeverne Amerike.
Postoje dvije priznate vrste jednogodišnjeg bilja, obje su kalifornijski endemi.

## Vrste
1. Mucronea californica Benth.
2. Mucronea perfoliata (A.Gray) A.Heller